# Anaïs Orsi
Anaïs Orsi, née en 1981, est une climatologue française, chercheuse au CEA, qui étudie le réchauffement climatique à travers les changements de la glace polaire. Anaïs Orsi est climatologue au laboratoire des sciences du climat et de l’environnement.

## Biographie
Anaïs Orsi a obtenu une maîtrise en ingénierie de l' École polytechnique en 2005 puis une maîtrise en océanographie de l' Université de Californie à San Diego en 2007. Elle obtient un doctorat de la Scripps Institution of Oceanography en 2013 supervisé par Jeff Severinghaus.
Elle part en missions de terrain en Antarctique depuis 2007 pour étudier les régimes météorologiques internes et les utiliser pour prédire les changements climatiques futurs,,.

## Honneurs et récompenses
- 2013 - Prix Le Monde de la recherche universitaire [3]
- 2015 - Bourse France L‘Oréal-UNESCO Pour les Femmes et la Science [6]
- 2016 - Prix L'Oréal-UNESCO pour les femmes et la science Rising Talent [7]